# Държавен архив – Перник
Държавен архив – Перник е отдел в дирекция „Регионален държавен архив“ – София.

## Дейност
В него се осъществява подбор, комплектуване, регистриране, обработване, съхраняване и предоставяне за използване на определените за постоянно запазване документи на областната администрация, на общините на територията на Пернишка област, на териториалните структури на държавните органи и на други държавни и общински институции, организации и значими личности от местно значение, както и научно-методическото ръководство и контрол на организацията на работата с документите в деловодствата и учрежденските архиви, тяхното опазване и използване.
Към архива функционират читалня, библиотека и изложбена зала. В научно-справочната библиотека са заведени 2241 тома специализирана литература по история, архивистика и други области на науката, речници, енциклопедии, справочници, пътеводители, каталози, документални сборници, периодични издания.

## История
Архивът е създаден в резултат от административно-териториалната реформа от 1959 г. като отдел на Окръжно управление на Министерство на вътрешните работи – Перник. От 1961 г. е на административно подчинение на Окръжен народен съвет – Перник, от 1988 г. е в структурата на Община Перник. През 1992 г. преминава на пряко административно подчинение на Главно управление на архивите при Министерски съвет. От 1978 г. получава статут на дирекция, а през 2010 г. е преструктуриран в отдел. От 2006 г. архивът се помещава в реконструирана и модерна сграда със съвременно архивохранилище.

## Фонд
През 1992 г. е приет фондовият масив на Окръжния комитет на Българската комунистическа партия, възлизащ на 265 линейни метра с 820 фонда с 19 554 архивни единици, 1056 спомена, 1444 частични постъпления, 1475 снимки и 6 албума.
Общата фондова наличност на архива към 1 януари 2017 г. възлиза на 1677,03 линейни метра с 2349 архивни фонда (2286 учрежденски и 63 лични) и общ брой 120 141 архивни единици, 1996 частични постъпления и 1314 спомена. Застрахователният фонд се състои от 125 446 кадъра – 62 818 негатива и 62 628 позитива.

## Ръководители
През годините ръководители на архива са:
- Жоро Цветков (1959 – 1961)
- Цветан Станимиров (1962 – 1963)
- Диляна Пейчева (1964 – 1989)
- Емилия Карамфилова (1989 – 2003)
- Валерия Чакърова (2003 – 2011)
- Станислава Георгиева (2011 – )

## Отличия и награди
Държавен архив – Перник е носител на орден „Кирил и Методий“ II степен, Орден на труда – сребърен медал, Грамота „1300 години България“, Грамота от Главно управление на архивите на Министерски съвет „за засуги в изграждането и развитието на архивното дело в Народна република България“ и др.
С Указ № 3236 от 1 октомври 1984 г. на Държавния съвет на Народна република България архивът е награден с орден „Кирил и Методий“ III степен по повод на 25 години от създаването му. През 1980 г. получава грамота от Главно управление на архивите на Министерски съвет за присъждане на първо място в социалистическото съревнование в системата на архивите.